# اكساكت للترفيه
اكساكت للترفيه (بالإنجليزية: Exakt Entertainment)‏ هي شركة أمريكية متخصصة في ألعاب الفيديو ، تأسست عام 1994 ويقع مقرها في لوس أنجلوس، كاليفورنيا.

## الموقع الإلكتروني
http://www.exaktent.com/